# Paulinho (football, 1992)
Pour les articles homonymes, voir Paulinho (homonymie).
João Paulo Dias Fernandes, dit plus couramment Paulinho, né le 9 novembre 1992 à Barcelos (Portugal), est un footballeur portugais qui évolue comme attaquant au Deportivo Toluca.

## Biographie
Avec l'équipe de Gil Vicente, il inscrit 19 buts en deuxième division portugaise lors de la saison 2016-2017. Cette saison-là, il est notamment l'auteur de quatre doublés.
Le 24 mai 2017, Paulinho s'engage en faveur du SC Braga.
Il fait ses débuts le 9 août 2017, en remplaçant Ahmed Hassan contre le Benfica, lors d'une défaite 3-1 en championnat.

## Palmarès
SC Braga
Coupe de la Ligue portugaise
● Vainqueur : 2020
Coupe du Portugal
●Vainqueur: 2021

Sporting Clube Portugal
Championnat du Portugal
● Vainqueur: 2021 et 2024
Coupe de la Ligue Portugaise
● Vainqueur: 2022
Supercoupe du Portugal
● Vainqueur: 2022